# Procédure d'adhésion de la Slovaquie à l'Union européenne
La procédure d'adhésion de la Slovaquie à l'Union européenne est la procédure qui a permis à la Slovaquie de rejoindre l'Union européenne le 1er mai 2004. L'Union européenne s'est ainsi élargie à 25 États, la Slovaquie étant entré en même temps que 9 autres États.

## Historique

### Demande d'adhésion

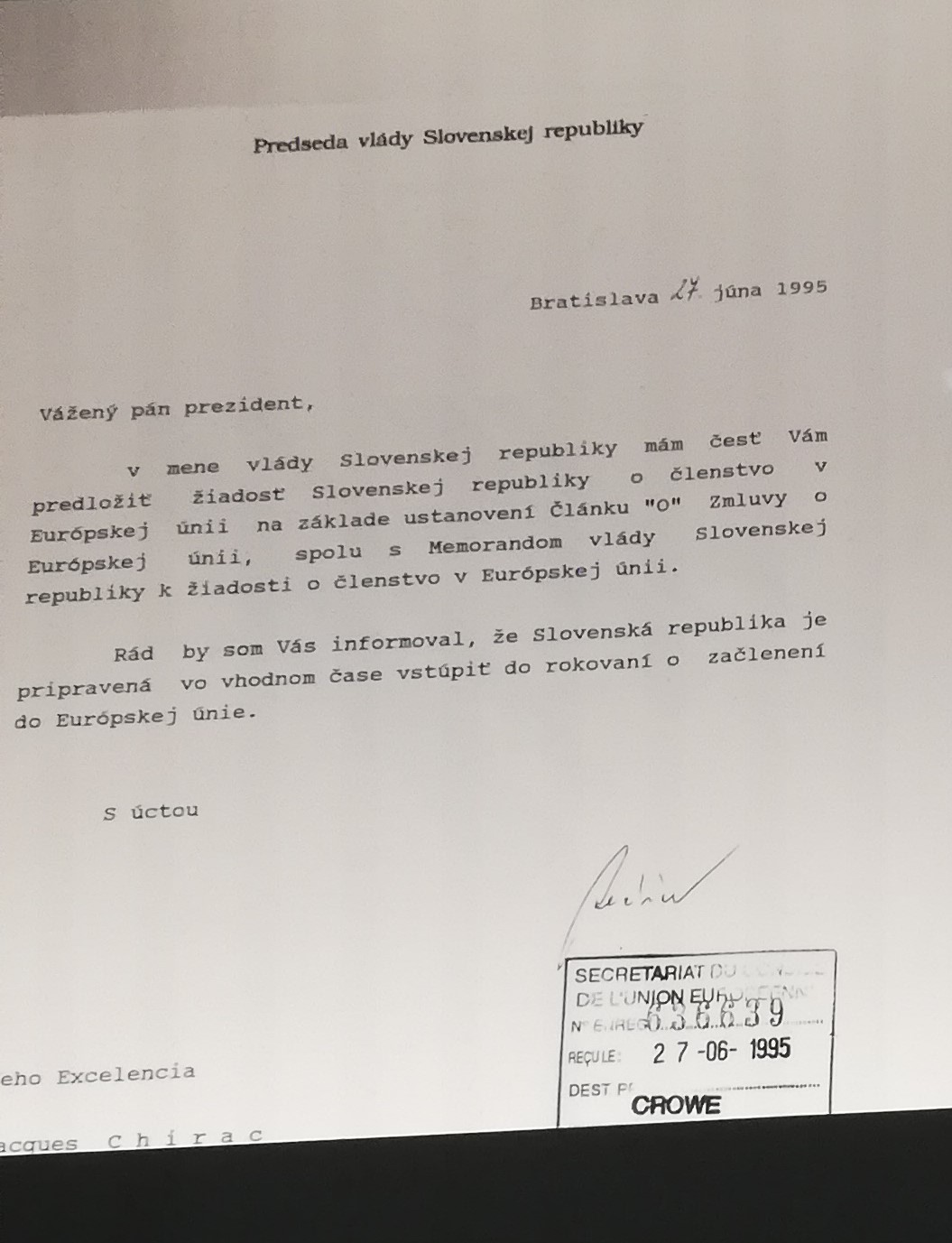
Lettre de demande d'adhésion.

Le 27 juin 1995, Vladimir Meciar, alors Premier ministre de Slovaquie, envoya la demande d'adhésion à l'Union européenne à Jacques Chirac, alors que la France occupe la présidence du Conseil de l'Union européenne

« V mene vlády Slovenskej republiky mam česť Vám predložiť žiadosť Slovenskej republiky o členstvo v Európskej únii na základe ustanovení Článku "O" Zmluvy o Európskej únii, spolu s Memorandom vlády Slovenskej republiky k žiadosti o členstvo v Európskej únii.
Rád by som Vás informoval, že Slovenská republika je pripravemá vo vhodnom čase vstúpiť do rokovaní o začlenení do Európskej únie. »

—  Version originale en slovaque
La version traduite en français est la suivante :

« Au nom du gouvernement de la République slovaque, j'ai l'honneur de vous soumettre la demande d'adhésion de la République slovaque à l'Union européenne sur la base des dispositions de l'article O du traité sur l'Union européenne, ainsi que le mémorandum du gouvernement de la République slovaque relatif à la demande d'adhésion à l'Union européenne.
Je vous informe que la République slovaque se tient prête à entamer le moment venu les négociations en vue de son admission dans l'Union européenne. »